# Seidenfadeniella filiformis
Seidenfadeniella filiformis là một loài thực vật có hoa trong họ Lan. Loài này được (Rchb.f.) Christenson & Ormerod miêu tả khoa học đầu tiên năm 1999.